# HochX
Das HochX ist eine Spielstätte für Theater und Live Art im Münchner Stadtteil Au. Es werden Arbeiten aus den Bereichen Theater, Tanz, Musik, Performance und Medienkunst produziert und gezeigt. Von 1990 bis 1993 dienten die Räumlichkeiten des ehemaligen Kolpingsaals in der Entenbachstraße dem Theater der Jugend (heute: Schauburg) als provisorische Unterkunft. Von 1993 bis 2015 war dort das i-camp/Neues Theater München beheimatet. Nach umfassenden Renovierungsarbeiten am Gebäude wurde die Spielstätte am 17. September 2016 neu eröffnet. 2021 wurde das HochX mit dem Theaterpreis des Bundes ausgezeichnet.

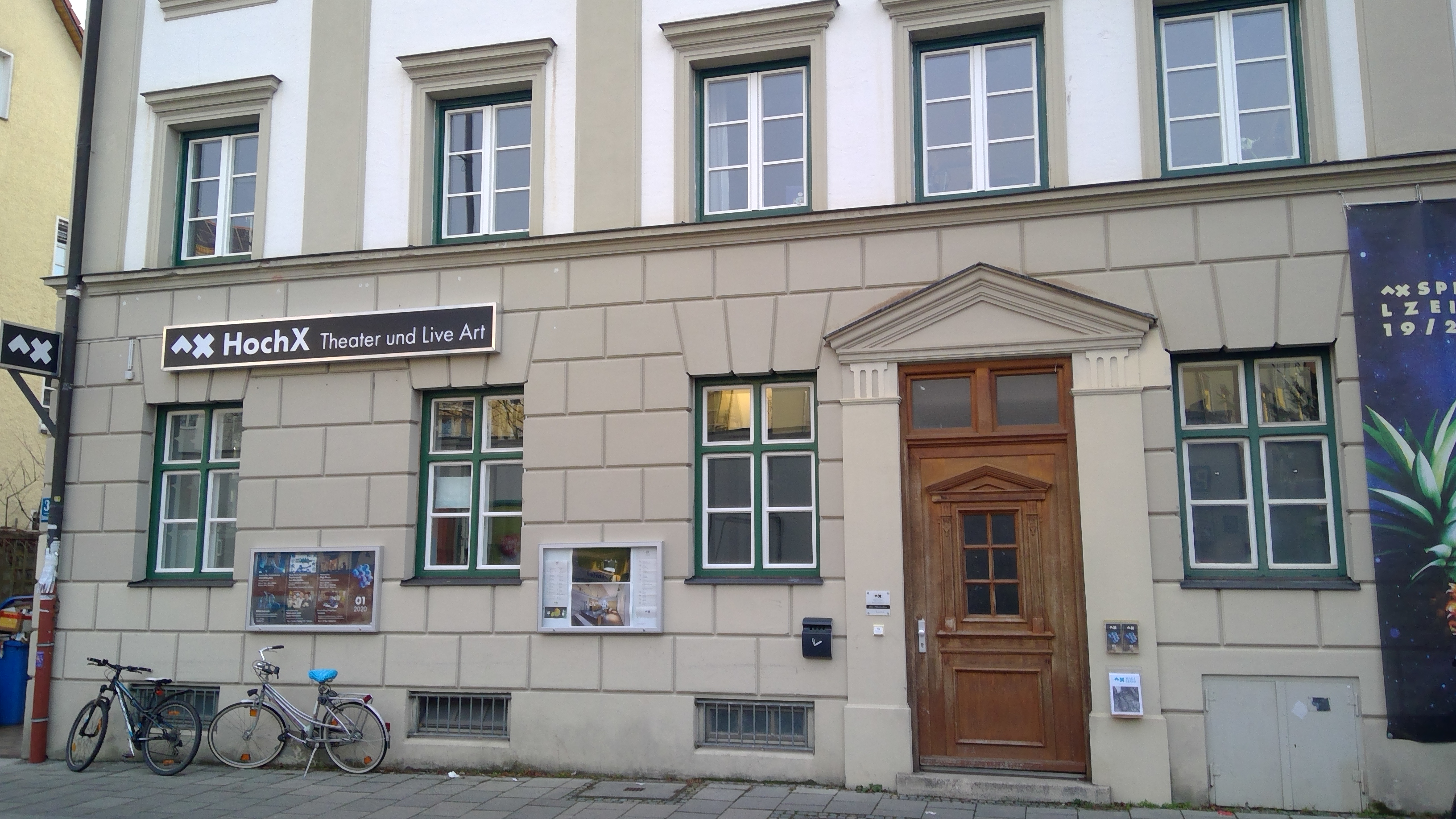
Hoch X Theater in München-Au

## Profil
Das HochX ist eine sogenannte Infrastruktureinrichtung der Stadt München. Die Spielstätte steht vorrangig Münchner Künstlern und ihren geförderten oder frei finanzierten Projekten zur Verfügung. Das 1883 erbaute Haus bietet einen professionellen Rahmen für Probenprozesse und Aufführungen aus allen Bereichen der Live Art, d. h. Schauspiel, Tanz, Performance, Klangexperimente, Musik, Medienkunst, Kunst im öffentlichen Raum, Workshops und sogar einmal im Monat Kindertheater. Darüber hinaus werden Gastspiele der nationalen und internationalen Szene, u. a. im Rahmen verschiedener internationaler Festivals der Landeshauptstadt München wie etwa DANCE, SPIELART oder Rodeo gezeigt.
Das HochX versteht sich als Raum zur Erprobung und Entwicklung neuer Ästhetiken und Arbeitsweisen in den zeitgenössischen darstellenden Künsten. Zu den Zielen gehört die Professionalisierung freien Arbeitens, die Vernetzung der Künstler über geographische und disziplinäre Grenzen hinweg und die Vermittlung ästhetischer Prozesse an ein breites Publikum.
Der Theatersaal ist 139 m2 groß und fasst je nach Produktion maximal 165 Plätze (freie Sitzplatzwahl). Das Foyer mit 73 m2 steht für kleinere Veranstaltungen mit max. 50 Plätzen zur Verfügung.

## Träger und Leitung
Träger des HochX ist der Verein Theater und Live Art München e.V., die künstlerische Leitung haben Antonia Beermann, Ute Gröbel und Benno Heisel inne, die Geschäftsleitung Susanne Weinzierl. Sie sind bereits seit mehreren Jahren in der kulturellen Szene Münchens tätig.

## Kooperationen und Engagement
Das HochX ist über seinen Trägerverein Mitglied im Verband Freie Darstellende Künste Bayern und im Netzwerk Freie Szene München.